# Юрій Федькович (монета)
«Ю́рій Федько́вич» — ювілейна монета номіналом 2 гривні, випущена Національним банком України, присвячена 170-річчю від дня народження письменника-новатора, поета, етнографа-фольклориста, драматурга та громадського діяча — Юрія Федьковича (1834—1888). Син гуцульського краю Юрій (Осип) Адальбертович Федькович — митець глибоко народний, один із провідників українського національного відродження на Буковині. За висловом І. Франка ввійшов в історію української літератури як «буковинський Кобзар».
Монету введено в обіг 26 липня 2004 року. Вона належить до серії «Видатні особистості України».

## Опис монети та характеристики
| Номінал грн. | Метал      | Маса, г | Діаметр, мм | Якість виготовлення | Гурт     | Тираж, штук |
| ------------ | ---------- | ------- | ----------- | ------------------- | -------- | ----------- |
| 2            | нейзильбер | 12,8    | 31,0        | звичайна            | рифлений | 30 000      |

### Аверс
На аверсі монети зображено композицію, що втілює патріотичний, героїко-романтичний напрям творчості Федьковича, — це вершник, який тримає у піднятій руці топірець, захищаючи ластівок від хижого птаха, що полює за ними. Ліворуч від композиції розміщено рік карбування монети — «2004», під яким малий Державний Герб України та логотип Монетного двору Національного банку України, праворуч у три рядки — стилізований напис "УКРАЇН"А, номінал — «2 ГРИВНІ».

### Реверс
На реверсі монети зображено портрет Юрія Федьковича, праворуч від якого розміщено стилізований напис «ЮРІЙ ФЕДЬКОВИЧ» і роки життя «1834—1888».

## Автори
- Художник — Корень Лариса.

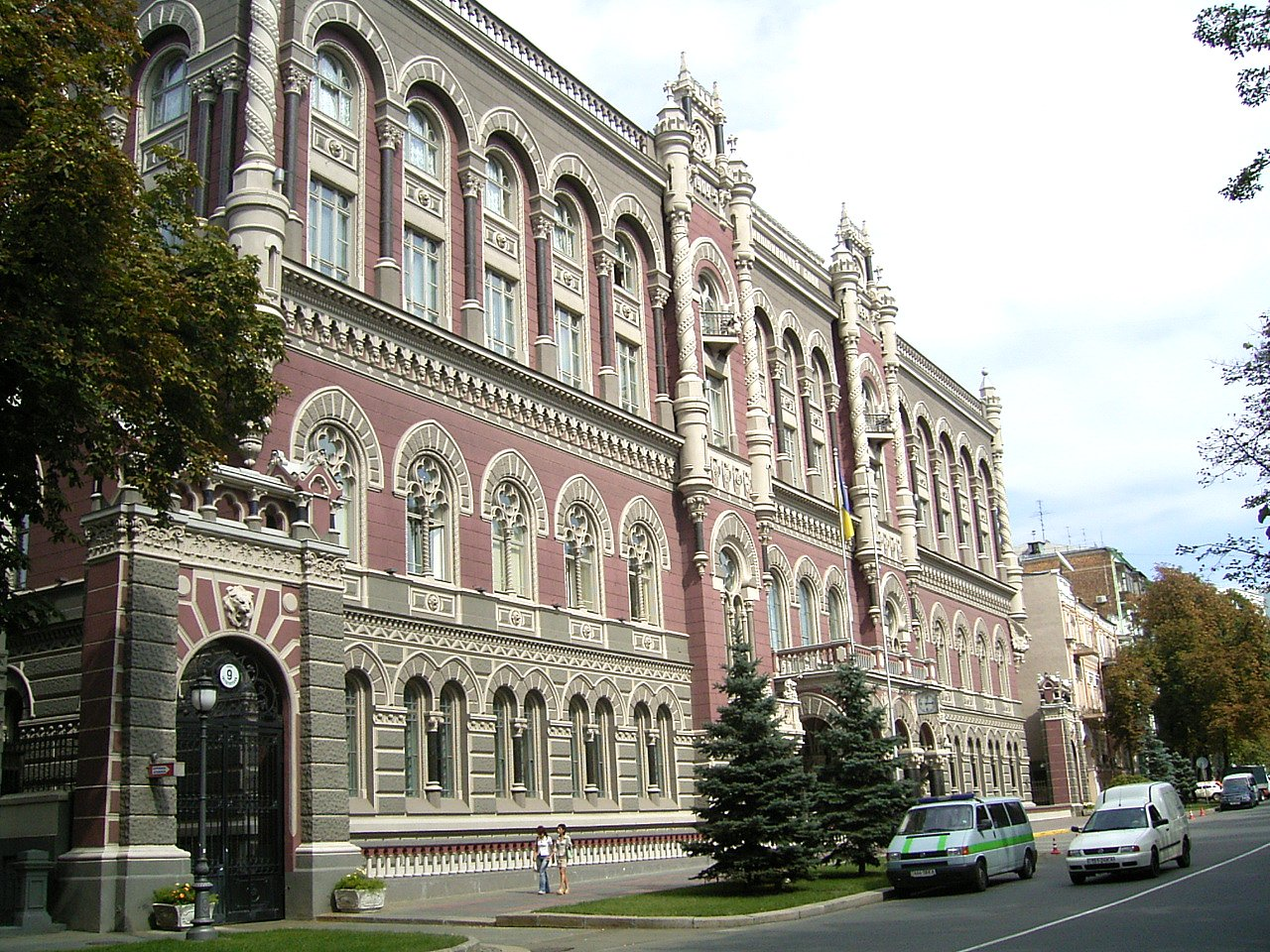
Будівля Національного банку України

- Скульптори: Іваненко Святослав, Дем'яненко Володимир.

## Вартість монети
Під час введення монети в обіг 2004 року, Національний банк України розповсюджував монету через свої філії за номінальною вартістю — 2 гривні.
Фактична приблизна вартість монети з роками змінювалася так:
| Рік        | 2010 | 2011 | 2012 | 2013 | 2014 | 2015 | 2016 | 2017 | 2018 | 2019 | 2020 | 2021 | 2022 | 2023 | 2024 | 2025 |
| ---------- | ---- | ---- | ---- | ---- | ---- | ---- | ---- | ---- | ---- | ---- | ---- | ---- | ---- | ---- | ---- | ---- |
| Ціна, грн. | 20   | 25   | 30   | 30   | 35   | 45   | 55   | 65   | 90   | 95   | 95   | 95   | 110  | 150  | 240  | 240  |